# SNCF B 82500
SNCF B 82500 er et hybrid multi-system elektro-diesel togsæt af AGC typen, bygget af Bombardier for SNCF. Det er stand til at operere med diesel-elektrisk traktion på ikke-elektrificerede strækninger og på 1,5 kV DC eller 25 kV 50 Hz vekselstrøm, hvor der er elektrificeret. Togtypen blev officielt lanceret i Troyes den 9. oktober 2007 for drift på TER Champagne-Ardenne linjerne.